# Czasy rządów centrowych
Istnienie licznych klubów i brak wyraźniej większości w sejmie spowodowały, że niemożliwe stało się wyłonienie stabilnej większości, dzięki czemu gabinet Ignacego Paderewskiego, mimo ciągłego spadku popularności, zdołał przetrwać prawie do końca roku. Dopiero 13 grudnia 1919 zastąpił go centrowy rząd Leopolda Skulskiego, ale większość, która go wyłoniła, rozpadła się już po kilku miesiącach. Na czele kolejnego krótkotrwałego i pozaparlamentarnego gabinetu stanął Władysław Grabski. Stan skrajnego zagrożenia, będący konsekwencją klęsk ponoszonych w walkach na wschodzie, spowodował konieczność konsolidacji wszystkich liczących się w społeczeństwie sił politycznych od PPS na lewicy po ZLN na prawicy. Zaowocowało to 24 VII 1920 powołaniem do życia szerokiej koalicji z Wincentym Witosem jako premierem i Ignacym Daszyńskim jako wicepremierem na czele.

## Gabinety z lat 1919-1922
Porozumienie to miało charakter doraźny i wraz z wyjaśnieniem sytuacji na froncie ponownie uwidoczniły się różnice poglądów na politykę wewnętrzną, a od koalicji odpadały stronnictwa zarówno prawicowe, jak i lewicowe, gabinet zaczął więc nabierać centrowego oblicza. Najwcześniej (listopad 1920) wystąpili z rządu narodowi demokraci ze Związku Ludowo-Narodowego, a później socjaliści i PSL "Wyzwolenie" (luty 1921). Od lata 1921 r., to znaczy od momentu ustąpienia ministrów reprezentujących chadecję i endecję, miał on już charakter kadłubowy i tylko rozbicie w parlamencie, a po części także tolerancyjne stanowisko klubów lewicowych obawiających się dojścia do władzy prawicy, spowodowały, że mimo borykania się z rozlicznymi trudnościami wewnętrznymi utrzymał się do połowy września 1921 r. Po ustąpieniu Wincentego Witosa, wobec niemożności wyłonienia nowej większości, powstał gabinet pozaparlamentarny z Antonim Ponikowskim na czele, podobnie jak poprzedni nieformalnie popierany przez kluby centrowe. Jego upadek w marcu 1922 r. spowodowany został sporami o status Wileńszczyzny, przyłączanej właśnie do Polski. Cały problem dało się załagodzić i po kilku dniach Antoni Ponikowski ponownie stanął na czele znacznie zrekonstruowanego rządu. Gabinet nie przetrwał długo i ustąpił pod wpływem krytyki ze strony naczelnika państwa, zarzucającego mu nieudolność w prowadzeniu polityki zarówno wewnętrznej, jak i zagranicznej, czego koronnym dowodem było pogorszenie położenia Polski na arenie międzynarodowej, zwłaszcza po zawarciu niemiecko-radzieckiego porozumienia w Rapallo, choć zdawano sobie sprawę, że na ten fakt dyplomacja polska nie miała wpływu. Upadek gabinetu Antoniego Ponikowskiego zapoczątkował prawie dwumiesięczne, najdłuższe w dziejach II Rzeczypospolitej, przesilenie rządowe. Trwało ono tak długo, gdyż bardzo szybko przekształciło się w konfrontację między Józefem Piłsudskim jako naczelnikiem państwa a liczącą się w parlamencie narodową demokracją o zakres kompetencji, niezbyt precyzyjnie określonych w ciągle obowiązującej małej konstytucji. Sejm stał na stanowisku, że w świetle jej przepisów tylko on ma decydujący głos przy powoływaniu i odwoływaniu gabinetu, a zdymisjonowanie rządu Antoniego Ponikowskiego przez naczelnika państwa było pozaprawne. Według Józefa Piłsudskiego zarówno powoływanie jak i odwoływanie gabinetu należało przede wszystkim do kompetencji głowy państwa i dopiero w następnej kolejności do parlamentu (z tego powodu nie stworzył gabinetu Stefan Przanowski, desygnowany na premiera przez Komisję Główną). Spór ten miał nie tylko wydźwięk teoretyczno-prawny, gdyż nowy rząd miał przygotować i nadzorować przebieg zbliżających się wyborów do sejmu i senatu, czym zainteresowane były obie strony konfliktu.

## Konflikt Józefa Piłsudskiego z sejmem
28.VI 1922 Józef Piłsudski, wykorzystując brak jedności w sejmie, powierzył prezesurę nowego gabinetu powolnemu sobie Arturowi Śliwińskiemu, który jednakże nie spotkał się w parlamencie z przychylnym przyjęciem i 7 lipca musiał ustąpić. Przeciwnicy Józefa Piłsudskiego wysunęli na stanowisko szefa rządu Wojciecha Korfantego, przeżywającego wówczas, w związku z przyłączaniem do Polski Górnego Śląska, szczyt swojej popularności. Jego kandydatury nie zaakceptował jednak naczelnik państwa, który nie podpisał wymaganego aktu nominacyjnego. Spory przeniosły się szybko na ulicę, popierającą, w zależności od organizatora demonstracji, Józefa Piłsudskiego lub Wojciecha Korfantego. Apogeum konfliktu przypadło na 25 lipca, kiedy z inicjatywy narodowej demokracji zgłoszono w sejmie wniosek o udzielenie naczelnikowi państwa wotum nieufności. Tak radykalnego rozwiązania nie życzyły sobie jednak niektóre popierające dotychczas narodową demokracje grupy, a zwłaszcza będący języczkiem u wagi Klub Pracy Konstytucyjnej, i z tego też względu wniosek nie uzyskał w parlamencie niezbędnego poparcia. Oznaczało to jednak, że w sejmie brakuje skrystalizowanej większości zdolnej przeforsować swój punkt widzenia. Ostatecznie też spór zakończył się zwycięstwem Józefa Piłsudskiego, gdyż on powołał kolejny rząd z Julianem Nowakiem na czele. Nowy premier, rektor Uniwersytetu Jagiellońskiego, związany z konserwatystami krakowskimi, kontynuował linię swych centrowych poprzedników, starając się o zachowanie poprawnych stosunków zarówno z Piłsudskim, jak i z parlamentem. Ze swego najważniejszego zadania - przeprowadzenia wyborów do sejmu I kadencji - wywiązał się też doskonale, pilnując, aby podległe mu władze administracyjne zachowały wobec walczących stron pełną bezstronność.

## Literatura
"Historia Polski 1918-1945" Czesław Brzoza, Andrzej Leon Sowa. 
"Najnowsza historia Polski 1914-1993" Wojciech Roszkowski.